# Marian Malinowski (historyk)
Marian Malinowski (ur. 18 października 1925, zm. 26 października 1993) – polski historyk.

## Życiorys
W czasie II wojny światowej pracował w różnych zakładach jako robotnik. W 1945 roku ukończył Centralną Szkołę Oficerów Polityczno-Wychowawczych WP w Łodzi. W 1945 roku wstąpił do PPR (od 1948 PZPR). W latach 1945–1947 pracował Zarządzie Wojewódzkim ZWM we Wrocławiu. W latach 1947–1948 – przewodniczący Zarządu Miejskiego ZWM we Wrocławiu. W 1948 roku zdał maturę. W latach 1948–1952 był szefem Zarządu Wojewódzkiego Sił Powietrznych we Wrocławiu. W latach 1952–1956 studiował w Instytucie Nauk Społecznych. W 1968 roku obronił pracę doktorską: Komuniści polscy po rozwiązaniu KPP (IX 1939-VI 1941), napisanej pod kierunkiem Czesława Madajczyka. Habilitował się w 1979 roku. Od 1956 zatrudniony w Wydziale Historii Partii i Zakładzie Historii Partii przy KC PZPR, gdzie pracował do 1971. Od 1971 roku był wykładowcą w Wyższej Szkole Nauk Społecznych przy KC PZPR, w 1984 przekształconej w Akademię Nauk Społecznych, skąd odszedł na emeryturę w 1987 roku.
Został pochowany na Cmentarzu Północnym w Warszawie.

## Wybrane publikacje
- Szkice z dziejów polskiego ruchu robotniczego w latach okupacji hitlerowskiej. Cz. 1, Komuniści polscy w walce o odbudowę rewolucyjnej partii i program wyzwoleńczy, październik 1939 – styczeń 1942, Warszawa: Zakład Historii Partii przy KC PZPR 1960.
- W obronie stolicy, Warszawa: Wydawnictwo Ministerstwa Obrony Narodowej 1960.
- Niektóre problemy współczesnego syjonizmu, Warszawa: SOPP Komitetu Warszawskiego Polskiej Zjednoczonej Partii Robotniczej 1968.
- Geneza PPR, Warszawa: „Książka i Wiedza” 1972.
- Marceli Nowotko, Warszawa: „Iskry” 1976.
- Deklaracja programowa PPR „O co walczymy?”, Lublin: Wydawnictwo Lubelskie 1979.

## Wyróżnienia
- Nagroda indywidualna RSW „Prasa-Książka-Ruch” (1984)[3]
- Nagroda "Trybuny Ludu" (zespołowa) za pracę "Polska Partia Robotnicza. Dokumenty programowe 1942-1948" (1985)[4]
- Nagroda im. Ludwika Waryńskiego (1986, wspólnie z Norbertem Kołomeczykiem) za monografię "Polska Partia Robotnicza 1942-1948" (Książka i Wiedza, wyd. I 1986)[5]